# Камница (Дол при Љубљани)
Камница (словен. Kamnica) је насељено место у општини Дол при Љубљани, Средњесловенска регија, Словенија.

## Историја
До територијалне реорганизације у Словенији била је у саставу града Љубљане, односно старе општине Мосте-Поље.

## Становништво
У попису становништва из 2011. године, Камница је имала 395 становника.
| Број становника према пописима | Број становника према пописима | Број становника према пописима |
| ------------------------------ | ------------------------------ | ------------------------------ |
| 1991                           | 2002                           | 2011                           |
| 203                            | 294                            | 395                            |

Напомена: Године 1953. повећано за насеље Света Јелена, које је укинуто.

## Галерија
- замак "Жерјав"
- пут до замка
- крст и звоно поред цркве